# Diocesi di Fordongianus

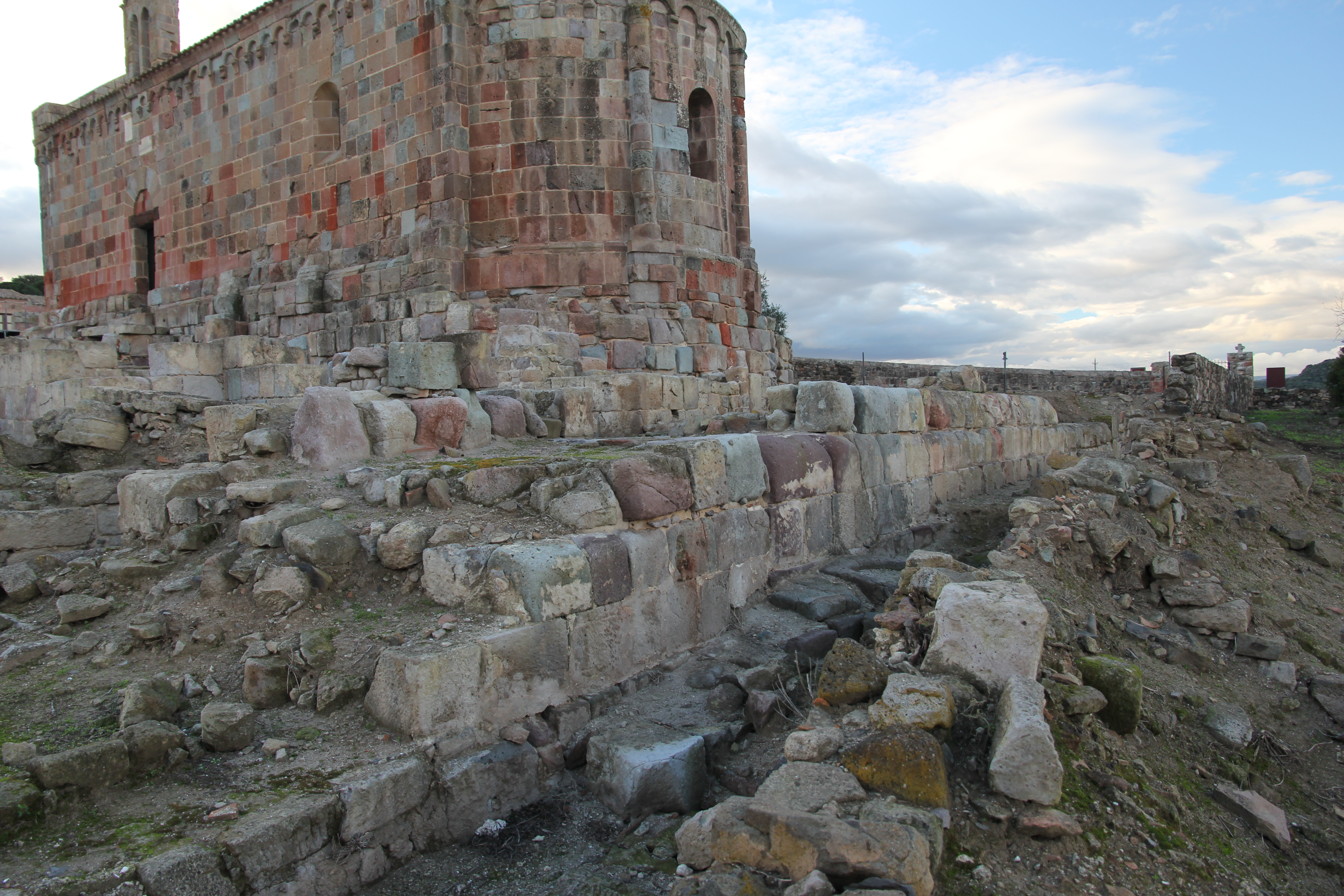
La chiesa di San Lussorio e, in primo piano, i resti della basilica paleocristiana, dove sono state scoperte le tombe di tre vescovi di Forum Traiani.

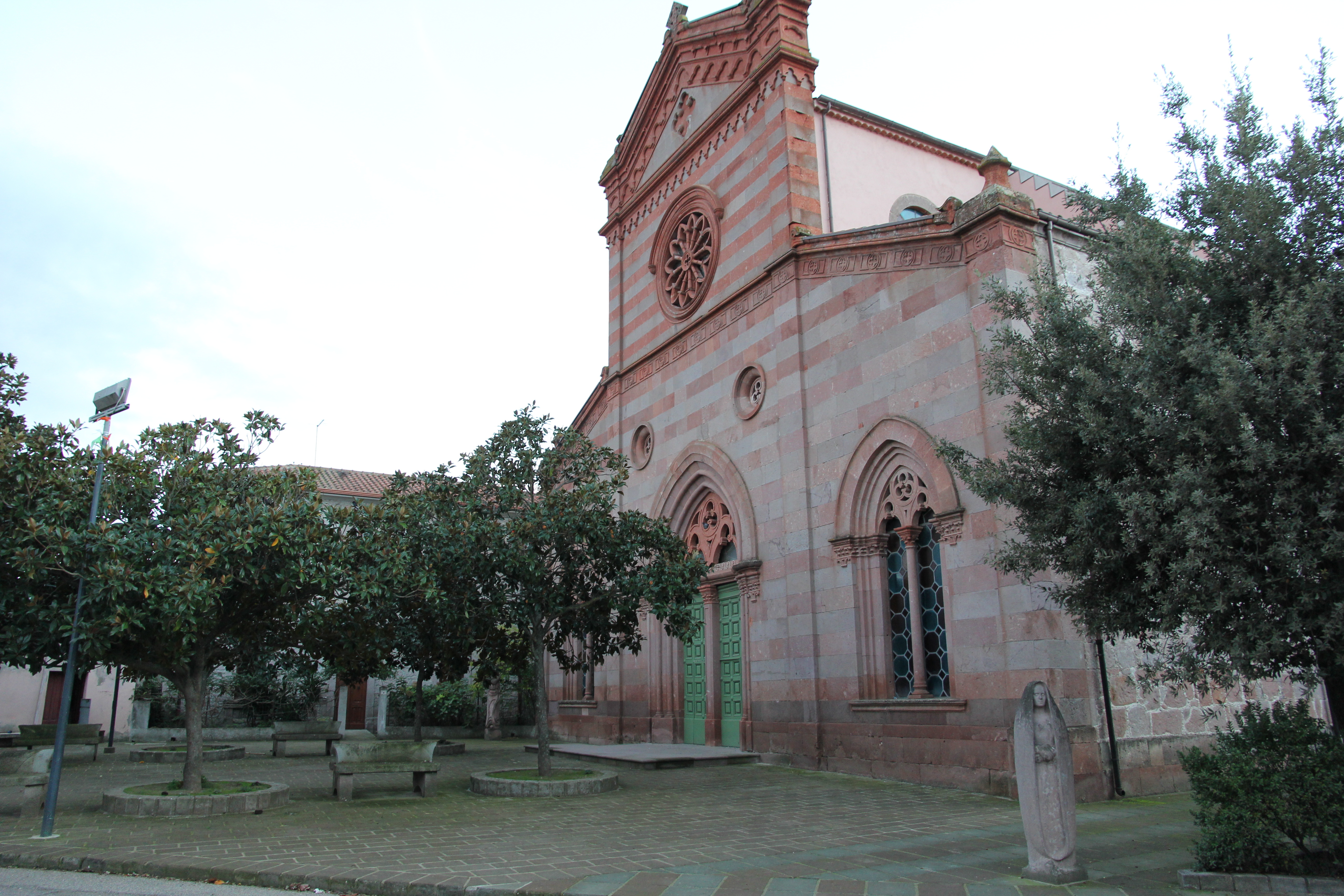
La chiesa dei Santi Pietro e Archelao, che si ipotizza sia stata edificata sui resti dell'antica cattedrale di Forum Traiani.

La diocesi di Fordongianus (in latino Dioecesis Foritraianensis) è una sede soppressa e sede titolare della Chiesa cattolica.

## Storia
Forum Traiani è un'antica città romana, corrispondente all'odierna Fordongianus, nel centro della Sardegna, in provincia di Oristano.
La città ospitò una comunità cristiana già in epoca precostantiniana. Il martirologio geronimiano ricorda, alla data del 21 agosto, il martire san Lussorio, che sarebbe stato ucciso all'inizio del IV secolo durante la persecuzione di Diocleziano. La sua sepoltura è da identificare con il vano ipogeo della chiesa di San Lussorio, edificata nel XII secolo, e collocata in una vasta necropoli appena fuori dalle mura di Forum Traiani. Secondo la tradizione, era originario di Forum Traiani anche sant'Archelao.
Le prime notizie certe sull'esistenza di una diocesi si hanno nell'anno 484, quando al concilio di Cartagine convocato dal re vandalo Unerico partecipano anche i vescovi sardi, tra cui Martiniano di Forum Traiani. Gli scavi condotti nelle vicinanze della chiesa di San Lussorio hanno portato alla luce i resti di una precedente chiesa paleocristiana, ampliamento dell'antico martyrium del santo, e databile al VI secolo, successivamente alla conquista bizantina dell'isola (534). In questa chiesa sono state scoperte le sepolture di altri tre vescovi, Stefano, Vittore e un altro di cui è nota solo l'iniziale S. Tra il VI ed il VII secolo, la chiesa subì dei sostanziali rifacimenti dovuti al vescovo Elia, la cui iscrizione è oggi murata nella chiesa di San Lussorio. In una lettera indirizzata da Gregorio Magno al metropolita di Cagliari, Ianuarius, sono menzionati tutti i vescovi dell'isola senza però riferimento alla sede di appartenenza; è presumibile che uno di questi sia stato vescovo di Forum Traiani.
Dalle lettere di Gregorio Magno si evince che l'interno della Sardegna era ancora abitato da popolazioni dedite ai culti pagani, le civitates Barbariae; la comunità cristiana di Forum Traiani, secondo le affermazioni di Fiocchi Nicolai, rappresentava «un importante avamposto missionario per l'evangelizzazione delle popolazioni dell'interno». Ancora le lettere di Gregorio Magno ci informano dell'esistenza a Cagliari di un monastero dedicato a san Lussorio, segno dell'importanza che ebbe in tutta l'isola la devozione per questo santo forotraianense.
Incerta è l'identificazione della cattedrale dell'antica diocesi. Potrebbe essere stata il santuario di San Lussorio, ma l'assenza di un battistero e di ambienti episcopali sono a sfavore di questa ipotesi; mentre una seconda ipotesi la colloca nell'area dell'odierna chiesa di San Pietro, edificata nell'Ottocento sui resti di un'antica chiesa.
La sede fu soppressa intorno al IX-X secolo ed i suoi territori uniti a quelli della diocesi di Santa Giusta.
Dal 1968 Fordongianus è annoverata tra le sedi vescovili titolari della Chiesa cattolica; dal 9 dicembre 2003 il vescovo titolare è Jörg Michael Peters, vescovo ausiliare di Treviri.

## Cronotassi

### Vescovi
- Martiniano † (menzionato nel 484)
- Stefano † (VI secolo ?)[5]
- Vittore † (VI secolo ?)
- S. † (VI secolo ?)
- Libertino o Innocenzo † (all'epoca di Gregorio Magno)
- Elia † (VII secolo)

### Vescovi titolari
- Andrés María Rubio Garcia, S.D.B. † (18 maggio 1968 - 22 maggio 1975 nominato vescovo di Mercedes)
- Edmund Joseph Fitzgibbon, S.P.S. † (20 novembre 1975 - 31 agosto 1991 nominato vescovo di Warri)
- Edgar de Jesús García Gil (8 luglio 1992 - 28 ottobre 2002 nominato vescovo di Montelíbano)
- Jörg Michael Peters, dal 9 dicembre 2003